# Тосака, Дзюн
Дзюн Тосака  (яп. 戸坂 潤 Tosaka Jun, 27 сентября 1900 — 9 августа 1945) — один из ведущих японских интеллектуалов, мыслитель-марксист, педагог и общественный деятель периода Сёва.

## Биография
Родился в Токио в 1900 году. Посещал Киотский императорский университет, где изучал философию; окончил в 1924 году. С 1926 по 1934 год преподавал в высших учебных заведениях в Киото, Кобэ и Токио. Он был заинтересован в идеях Нисиды Китаро и Танабэ Хадзимэ, неокантианства, а затем марксизма. Считал себя представителем левого крыла Киотской школы.
В 1930 году впервые арестован по подозрению в сочувствии к Коммунистической партии Японии. В 1932 году участвовал в создании «Общества по изучению материализма» («Юибуцурон кэнкюкай», 唯物論研究会), вместе с остальными руководителями которого был брошен в тюрьму в 1938 году. Умер в тюрьме Нагано при неясных обстоятельствах ещё до конца Второй мировой войны.
Проблемой, интересовавшей его со студенческих лет, была теория пространства. Интерес к данной проблеме он сохранял на протяжении всей жизни. Тосака — автор многочисленных философских работ: «Методология науки» (1929), «Логика идеологии» (1930), «Очерки идеологии» (1932). Постепенно в его работах, основной темой которых остаётся критика идеологии, усиливается историософская, социологическая и политическая нагрузка: в книге «Японская идеология» (1935) он анализирует и атакует популярные в Японии того времени идеологии «японизма», фашизма и либерализма.